# Utricularia rhododactylos
Utricularia rhododactylos — вид рослин із родини пухирникових (Lentibulariaceae).

## Середовище проживання
Цей вид відомий з невеликої кількості місць в Арнем-Ленді на Північній території Північної Австралії.
Цей вид зустрічається у вологих протоках і сезонних басейнах на скосах пісковика; на висотах від 0 до 300 метрів.